# Rosskopf (Karwendel)
Der Rosskopf ist ein 1528 m ü. A. hoher Berg im Vorkarwendel in Tirol bei Achenkirch.
Er bildet eine relativ alleinstehende Erhebung im weitläufigen Almgelände der Rotwandalm. Der Berg selbst ist latschenbewachsen und nur weglos zu besteigen.